# Patnongon, Antique
Patnongon là một đô thị cấp bốn ở tỉnh Antique, Philippines. Theo điều tra dân số năm 2015, đô thị này có dân số 37.176 người trong.

## Các đơn vị hành chính
Patnongon, về mặt hành chính, được chia thành 36 khu phố (barangay).
| - Alvañiz - Amparo - Apgahan - Aureliana - Badiangan - Bitas - Carit-an - Cuyapiao - Villa Elio - Gella - Igbarawan - Igbobon | - Igburi - La-Rioja - Mabasa - Macarina - Magarang - Magsaysay - Padang - Pandanan - Patlabawon - Poblacion - Quezon - Salaguiawan | - Samalague - San Rafael - Tobias Fornier - Tamayoc - Tigbalogo - Villa Crespo - Villa Cruz - Villa Flores - Villa Laua-an - Villa Sal - Villa Salomon - Vista Alegre |